# Schizonycha longula
Schizonycha longula är en skalbaggsart som beskrevs av Moser 1914. Schizonycha longula ingår i släktet Schizonycha och familjen Melolonthidae. Inga underarter finns listade i Catalogue of Life.